# Lambeosaurus lambei
Lambeosaurus lambei es una especie y tipo del género extinto Lambeosaurus ("lagarto de Lambe") de dinosaurio ornitisquio hadrosáurido, que vivieron a finales del período Cretácico, hace aproximadamente 76 y 75 millones de años, en el Campaniense, en lo que hoy es Norteamérica.

## Descripción
El Lambeosaurus mejor conocido, L. lambei, era muy similar al más famoso Corythosaurus en todo menos en la forma del adorno principal de la cabeza. Comparado a Corythosaurus, la cresta de Lambeosaurus estaba más hacia adelante formada por una porción cuadrada mayor apuntando hacia adelante, y una pequeña espina hacia atrás, y los pasos nasales huecos dentro estaban en el frente de la cresta y apilados verticalmente. Se supone que los diferentes tamaños y formas de este órgano dependían de la edad y el sexo, con los más jóvenes careciendo de él. Su cavidad nasal se extendía por dentro de esta cresta mayormente hueca. Se cree que esto pudo haber mejorado el sentido del olfato, o creado un fuerte balido. También puede ser distinguido de Corythosaurus por la falta del proceso nasal bifurcado formando parte de los lados de la cresta, que es la única manera de diferenciar a los jóvenes de los dos géneros, las crestas adquirieron sus formas distintivas mientras que los animales envejecieron.

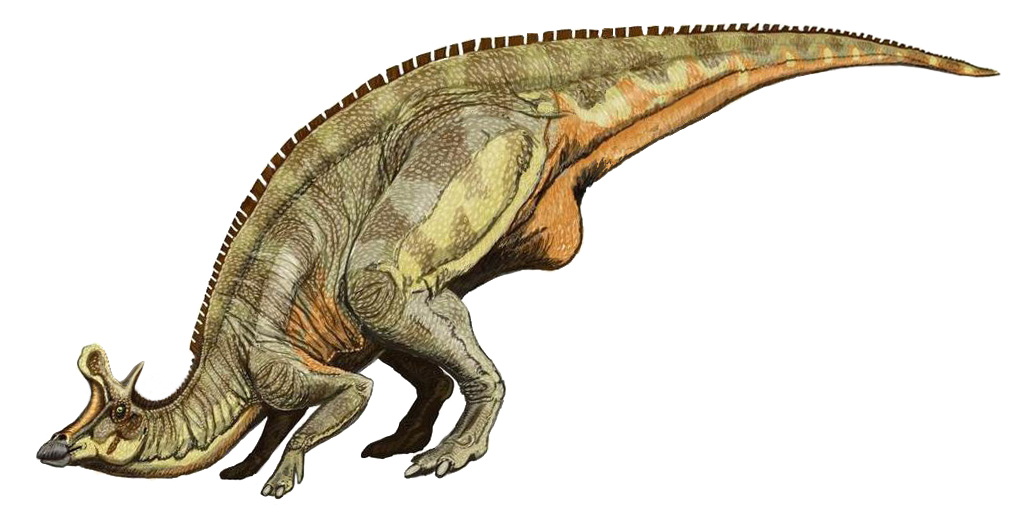
Representación de un Lambeosaurus lambei agachado.

En conformación, Lambeosaurus es similar a cualquier otro hadrosáurido, pudiéndose mover en dos o en cuatro patas, como lo muestran pisadas de animales relacionados. La cola estaba sostenida por tendones osificados que la mantenían rígida y prevenían que tocara el suelo. Las manos tenían cuatro dedos, faltándole el pulgar de la mano de básica de un tetrápodo, con el segundo tercer y cuarto dedo formando un casco, lo que sugiere que soportaba el peso del cuerpo cuando marchaba. El quinto dedo estaba libre para poder manipular objetos. Cada pie tenía solamente los tres dedos centrales.
La característica más distintiva, la cresta, era diferente en las dos especies mejor conocidas. En L. lambei, tenía forma de hacha cuando el animal estaba completamente crecido, siendo más corta y redondeada en ejemplares considerados hembras. La "hoja del hacha" se proyectaba hacia el frente entre los ojos, y el "mango" era un hueso sólido que salía hacia atrás en la nuca. La "hoja del hacha" tenía dos secciones, la porción superior tenía un hueso delgado, posiblemente sostén de una cresta carnosa que crecería en al llegar a su edad adulta y la porción inferior de la cresta estaba surcada por canales para el aire, continuación de los conductos nasales.
L. lambei parece tener un tamaño similar al de Corythosaurus, alrededor de 9,5 metros de largo. Impresiones de escamas son conocidas en varios especímenes, los cuales son ahora asignados a L. lambei tenía una piel fina y uniforme, con escamas poligonales con una distribución en ninguna sin un orden particular en el cuello, torso, y cola.

## Descubrimiento e investigación
Lambeosaurus posee una complicada historia taxonómica, comenzando en 1902 cuando Lawrence Lambe nombró una nueva especie de hadrosáurido, originalmente GSC 419, de Alberta como Trachodon marginatus. Los paleontólogos comenzaron a encontrar mejores restos de hadrosáuridos de las mismas rocas en 1910, en lo que hoy se conoce como la Formación Dinosaur Park del Campaniano Tardío en el Cretácico Superior. Lambe asignó dos nuevos cráneos a T. marginatus y basado en nueva información, acuñó el género Stephanosaurus para la especie en 1914. Desafortunadamente, había muy poco para asociar los cráneos al material anterior escaso de T. marginatus, por eso en 1923 William Parks propone un nuevo género y especie para los cráneos, ambos, el nombre genérico y específico rindiéndole honores a Lambe, fallecido 4 años antes, de Lambeosaurus lambei colocando de espécimen tipo NMC 2869, originalmente GSC 2869.  En la misma publicación, esta especie se convirtió en el género tipo de la nueva subfamilia Lambeosaurinae , como reemplazo de la Stephanosaurinae preexistente.
L. lambei de Parks, 1923, es conocido por al menos 17 individuos, con siete cráneos y esqueletos parciales y alrededor de diez cráneos aislados. L. clavinitialis de, C. M. Sternberg 1935, Corythosaurus frontalis, Parks 1935 y Procheneosaurus praeceps de, Parks 1931, todavía se consideran sinónimos de L. lambei en revisiones recientes. Algunos paleontólogos sugieren que los cráneos de L. clavinitialis sin las vértebras de la espalda pueden representar individuos de L. magnicristatus, esto fue rechazado en la redescripción de 2007 de L. magnicristatus.

## Clasificación
Lambeosaurus es el espécimen tipo de Lambeosaurinae, una subfamilia de hadrosáuridos que poseían cresta hueca. Como otros lambeosaurinos, está relacionado cercanamente con Corythosaurus e Hypacrosaurus, diferenciándose por la forma de la cresta. Las relaciones entre estos géneros de dinosaurios son difíciles de realizar. Por otro lado, el clado equivalente Corythosaurini ha sido adoptado en publicaciones, incluyéndolo en la última filogenia, presentada por David Evans y Robert en su redescripción de L. magnicristatus. Esta revisión encuentra a Lambeosaurus como un taxón hermano a un clado compuesto de Corythosaurus, Hypacrosaurus, y el género ruso Olorotitan. Estos lambeosaurinos, junto con Nipponosaurus, componen a Corythosaurini. Sin embargo, los investigadores posteriores señalaron que debido a las reglas de prioridad establecidas por la ICZN, cualquier tribu que contenga Lambeosaurus se llama correctamente Lambeosaurini y que por lo tanto el nombre "Corythosaurini" es un sinónimo más moderno.

### Filogenia
El siguiente cladograma ilustra las relaciones de Lambeosaurus y sus parientes cercanos fue recuperado en un análisis filogenético de 2012 por Albert Prieto-Márquez, Luis M. Chiappe y Shantanu H. Joshi.

|  | Magnapaulia |
|  |             |
|  | Velafrons   |
|  |             |

|  | Lambeosaurus lambei         |
|  |                             |
|  | Lambeosaurus magnicristatus |
|  |                             |

|  | Corythosaurus casuarius   |
|  |                           |
|  | Corythosaurus intermedius |
|  |                           |

|  | "Hypacrosaurus" stebingeri                                   |
|  |                                                              |
|  | \| \| Hypacrosaurus \| \| \| \| \| \| Olorotitan \| \| \| \| |
|  |                                                              |
|  | Hypacrosaurus                                                |
|  |                                                              |
|  | Olorotitan                                                   |
|  |                                                              |

|  | Hypacrosaurus |
|  |               |
|  | Olorotitan    |
|  |               |

|  | Corythosaurus casuarius   |
|  |                           |
|  | Corythosaurus intermedius |
|  |                           |

|  | "Hypacrosaurus" stebingeri                                   |
|  |                                                              |
|  | \| \| Hypacrosaurus \| \| \| \| \| \| Olorotitan \| \| \| \| |
|  |                                                              |
|  | Hypacrosaurus                                                |
|  |                                                              |
|  | Olorotitan                                                   |
|  |                                                              |

|  | Hypacrosaurus |
|  |               |
|  | Olorotitan    |
|  |               |

|  | Lambeosaurus lambei         |
|  |                             |
|  | Lambeosaurus magnicristatus |
|  |                             |

|  | Corythosaurus casuarius   |
|  |                           |
|  | Corythosaurus intermedius |
|  |                           |

|  | "Hypacrosaurus" stebingeri                                   |
|  |                                                              |
|  | \| \| Hypacrosaurus \| \| \| \| \| \| Olorotitan \| \| \| \| |
|  |                                                              |
|  | Hypacrosaurus                                                |
|  |                                                              |
|  | Olorotitan                                                   |
|  |                                                              |

|  | Hypacrosaurus |
|  |               |
|  | Olorotitan    |
|  |               |

|  | Corythosaurus casuarius   |
|  |                           |
|  | Corythosaurus intermedius |
|  |                           |

|  | "Hypacrosaurus" stebingeri                                   |
|  |                                                              |
|  | \| \| Hypacrosaurus \| \| \| \| \| \| Olorotitan \| \| \| \| |
|  |                                                              |
|  | Hypacrosaurus                                                |
|  |                                                              |
|  | Olorotitan                                                   |
|  |                                                              |

|  | Hypacrosaurus |
|  |               |
|  | Olorotitan    |
|  |               |

|  | Magnapaulia |
|  |             |
|  | Velafrons   |
|  |             |

|  | Lambeosaurus lambei         |
|  |                             |
|  | Lambeosaurus magnicristatus |
|  |                             |

|  | Corythosaurus casuarius   |
|  |                           |
|  | Corythosaurus intermedius |
|  |                           |

|  | "Hypacrosaurus" stebingeri                                   |
|  |                                                              |
|  | \| \| Hypacrosaurus \| \| \| \| \| \| Olorotitan \| \| \| \| |
|  |                                                              |
|  | Hypacrosaurus                                                |
|  |                                                              |
|  | Olorotitan                                                   |
|  |                                                              |

|  | Hypacrosaurus |
|  |               |
|  | Olorotitan    |
|  |               |

|  | Corythosaurus casuarius   |
|  |                           |
|  | Corythosaurus intermedius |
|  |                           |

|  | "Hypacrosaurus" stebingeri                                   |
|  |                                                              |
|  | \| \| Hypacrosaurus \| \| \| \| \| \| Olorotitan \| \| \| \| |
|  |                                                              |
|  | Hypacrosaurus                                                |
|  |                                                              |
|  | Olorotitan                                                   |
|  |                                                              |

|  | Hypacrosaurus |
|  |               |
|  | Olorotitan    |
|  |               |

|  | Lambeosaurus lambei         |
|  |                             |
|  | Lambeosaurus magnicristatus |
|  |                             |

|  | Corythosaurus casuarius   |
|  |                           |
|  | Corythosaurus intermedius |
|  |                           |

|  | "Hypacrosaurus" stebingeri                                   |
|  |                                                              |
|  | \| \| Hypacrosaurus \| \| \| \| \| \| Olorotitan \| \| \| \| |
|  |                                                              |
|  | Hypacrosaurus                                                |
|  |                                                              |
|  | Olorotitan                                                   |
|  |                                                              |

|  | Hypacrosaurus |
|  |               |
|  | Olorotitan    |
|  |               |

|  | Corythosaurus casuarius   |
|  |                           |
|  | Corythosaurus intermedius |
|  |                           |

|  | "Hypacrosaurus" stebingeri                                   |
|  |                                                              |
|  | \| \| Hypacrosaurus \| \| \| \| \| \| Olorotitan \| \| \| \| |
|  |                                                              |
|  | Hypacrosaurus                                                |
|  |                                                              |
|  | Olorotitan                                                   |
|  |                                                              |

|  | Hypacrosaurus |
|  |               |
|  | Olorotitan    |
|  |               |